# Edifício Martinelli
Edifício Martinelli é um prédio localizado no centro da metrópole brasileira de São Paulo. Situa-se no triângulo formado pela Rua São Bento, avenida São João e Rua Líbero Badaró. Devido a sua altura, o local é um mirante, onde é possível observar pontos turísticos próximos, como o Vale do Anhangabaú e a Catedral da Sé.
Foi o segundo arranha-céu do Brasil entre 1934 e 1947 (e durante um tempo, o mais alto da América Latina), ultrapassando o Edifício Joseph Gire, conhecido como "A Noite", no Rio de Janeiro, que teve sua construção concluída em apenas dois anos, entre 1927 e 1929.  
Foi completamente remodelado pelo prefeito Olavo Setúbal, em 1975, e reformado novamente em 1979. Atualmente abriga órgãos municipais, além de lojas no piso térreo.

## História

### Projeto e construção
O Edifício Martinelli foi idealizado pelo italiano Giuseppe Martinelli e projetado pelo arquiteto húngaro Vilmos (William) Fillinger (1888-1968), formado na Academia de Belas-Artes de Viena.
Sem apoio governamental para terminar a obra, Martinelli foi obrigado a vender uma parte do empreendimento ao Istituto Nazionale di Credito per il Lavoro Italiano all'Estero, instituição do Governo Italiano que recolhia as economias de emigrantes italianos e as depositavam em empresas italianas que operavam no exterior.

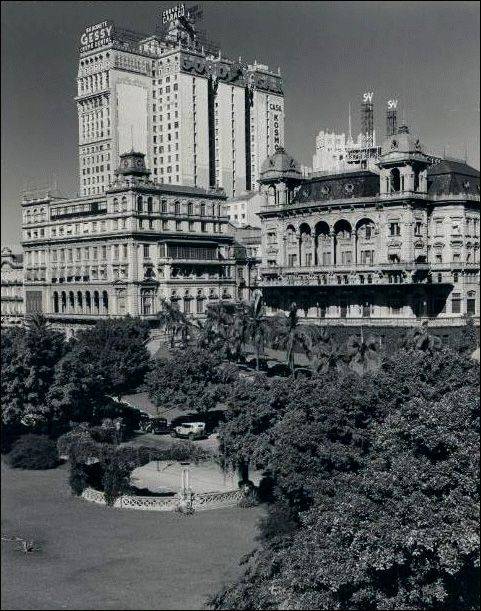
O Martinelli (ao fundo) com o Clube Comercial e um dos Palacetes Prates, em 1931

Erguido com a técnica construtiva de alvenaria de tijolos e estrutura de concreto, o andar principal é inteiramente revestido por granito vermelho róseo, tornando sua característica marcante. Foi considerado o símbolo arquitetônico mais importante do momento de transição da cidade baixa, ou seja, desde seu início, foi considerado marco do processo de transmutação de uma cidade para uma metrópole, visto que em sua localidade, na época, não havia nenhum outro tipo de construção vertical.
O edifício Martinelli foi, em seu início, portador de diversos produtos vindos da Suíça, tais como elevadores e telefones.
A construção foi iniciada em 1924, e foi inaugurada mesmo inacabada, com apenas 12 andares, em 1929. 
Ainda neste mesmo ano, foi publicado um artigo que nomeava o Edifício A Noite como o maior arranha-céu construído com concreto armado do mundo. Tal questão de disputa entre ambos os edifícios demonstravam o interesse de seus empreendedores sobre o título de maior arranha-céu, que visava enfatizar o poder público e o poder relacionado à imagem de progresso tecnológico da cidade de São Paulo.
O projeto arquitetônico foi modificado diversas vezes, aumentando a altura do edifício, com o objetivo de ultrapassar seu concorrente. Os trabalhos foram retomados e seguiram até 1934, finalizando a obra com 30 andares e 105 metros de altura. 
A construção do Martinelli gerou grande polêmica, pois, até esse momento, não havia nenhum outro prédio em São Paulo com altura semelhante, e se discutiu a conveniência e segurança de ter edifícios de tal altura na cidade. Para garantir a segurança do prédio, Martinelli encomendou a execução de um palacete na cobertura do prédio, réplica de uma villa italiana, como moradia de sua própria família Martinelli para mostrar à população que o prédio não cairia.
Ao ser terminado em 1934, o Edifício Martinelli conseguiu ultrapassar o Edifício A Noite, que já havia sido inaugurado 5 anos antes.
Em 1935, o posto de mais alto da América Latina passou a ser do Edifício Kavanagh, levantado em Buenos Aires, que media 120 metros de altura.

### Décadas de 1930 e 1940: primeiros anos e Segunda Guerra Mundial
Nos primeiros anos, o edifício Martinelli se tornou um ponto de encontro para a alta sociedade paulistana. Em seus salões, eram realizados bailes, chás-dançantes e saraus.
Lá também funcionou um cinema, o Cine Teatro Rosário, na fachada de acesso da rua São Bento. Este foi por muitos anos um dos principais cinemas da cidade de São Paulo. O ambiente era considerado muito luxuoso (com escadaria em mármore, corrimões em bronze laminado, estátuas e altos relevos em pó de ouro) e comparável apenas, naquela época, ao Theatro Municipal de São Paulo.
Em 1932, durante a Revolução Constitucionalista, Martinelli abrigou em seus terraços superiores uma bateria de metralhadoras antiaéreas, para defender São Paulo do ataque dos chamados "vermelhinhos", os aviões do Governo da República, que sobrevoavam a cidade ameaçando bombardeá-la.
Vários partidos políticos tiveram suas sedes no Edifício Martinelli: o antigo Partido Republicano Paulista (PRP), o Partido Comunista Brasileiro (PCB) e a União Democrática Nacional (UDN). Os clubes da cidade também ocupavam as suas dependências como o Palestra Itália, hoje a Sociedade Esportiva Palmeiras, a Portuguesa de Desportos e o IT Clube, hoje desaparecido.
Em 1943, o Governo Brasileiro tomou para si o edifício, durante a Segunda Guerra Mundial. Isto ocorreu porque o Brasil declarou guerra aos países do Eixo (o qual incluía a Itália) e confiscou os bens pertencentes à italianos residentes no Brasil.
Em 1944, o prédio foi leiloado pela União, sendo subdividido entre 103 proprietários.

### Décadas de 1950, 1960 e 1970: decadência e recuperação

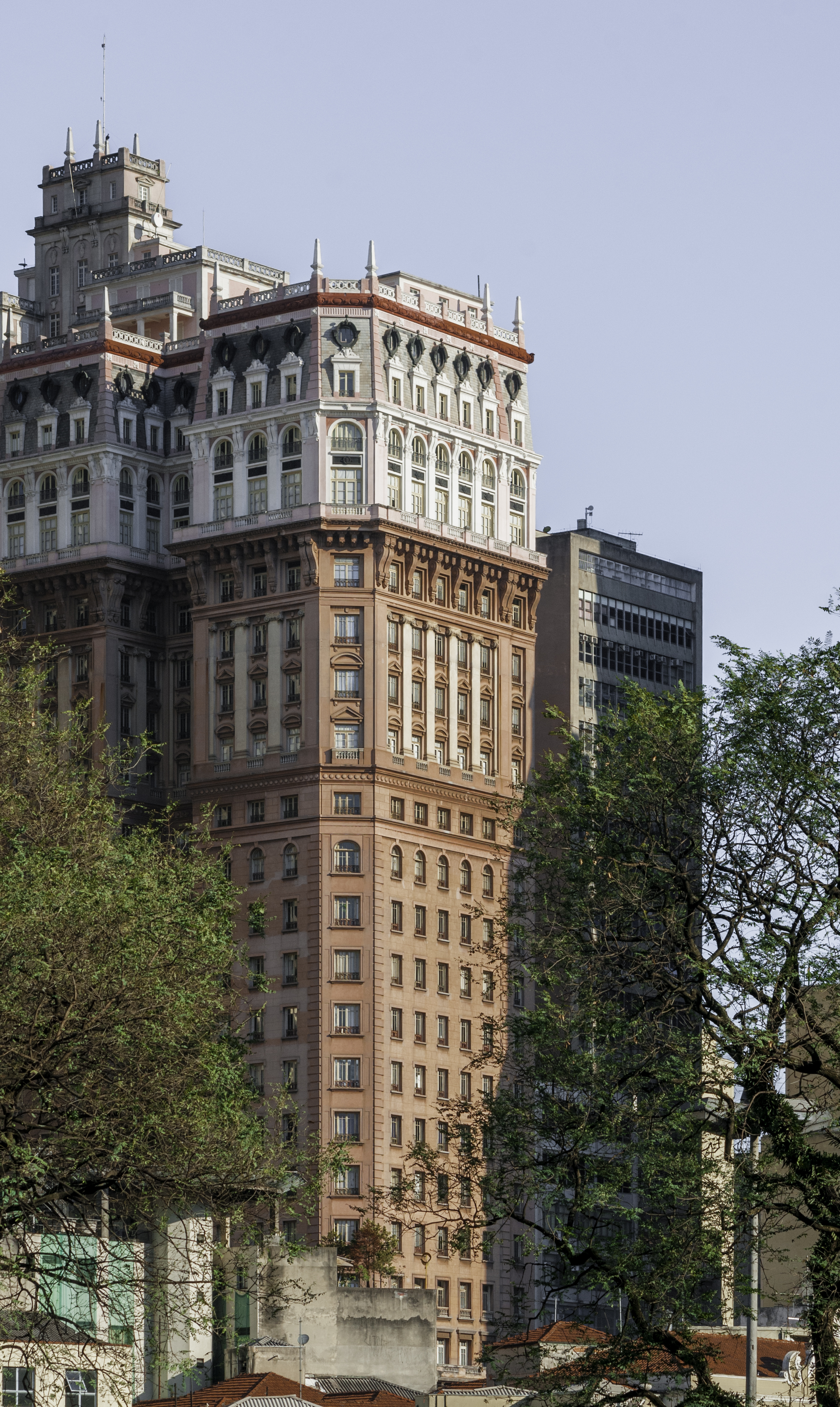
Detalhe da fachada do edifício

Na década de 1950, o edifício entrou em uma fase de degradação extrema, ocupado por um número elevado de famílias de baixa renda, desativação dos elevadores por falta de pagamento de luz elétrica e lixo sendo jogado nos fossos de ventilação.
O prédio ainda serviu como cenário para alguns crimes famosos da época e não solucionados. Além disso, há registros de outras ocorrências, como corrupção de menores.
Em 1975, foi desapropriado pela Prefeitura de São Paulo e completamente reformado pelo prefeito Olavo Setúbal. Após muitas mudanças positivas na sua aparência e estrutura, o Edifício Martinelli foi reinaugurado em 1979. 

### Década de 1980 ao período atual
Hoje, o Edifício Martinelli abriga as Secretarias Municipais de Habitação e Planejamento, as empresas EMURB e COHAB-SP, a sede do Sindicato dos Bancários de São Paulo, além de estabelecimentos comerciais no piso térreo do edifício.
No ano de 2008, a cobertura do edifício passou por reformas em sua infraestrutura. Após dois anos de obras, o local foi reaberto, porém, agora pertencente à prefeitura, com diversos escritórios.
No 26º andar do prédio existe um terraço do qual se tem uma visão panorâmica da cidade, podendo-se avistar diferentes pontos da cidade de São Paulo e seus arredores, como o Pico do Jaraguá, as antenas da Paulista e os milhares de prédios que compõem a paisagem urbana da cidade. O espaço é aberto para visitação em todos os dias da semana.
É um prédio com grande símbolo arquitetônico e já foi lugar para encontros da classe alta paulistana. Há um projeto da prefeitura de São Paulo para abrir lojas, restaurantes e bares na cobertura do edifício.